# José Mario Bacci Trespalacios
José Mario Bacci Trespalacios CJM (Magangué, 19 de marzo de 1971) es un obispo católico colombiano de ascendencia italiana que se desempeña como obispo de la Diócesis de Santa Marta.

## Biografía

### Primeros años y formación
Nacido el 19 de marzo de 1971, en el municipio colombiano de Magangué del Departamento de Bolívar, allí hizo sus estudios primarios en el colegio Marco Fidel Suárez y el bachillerato en el Instituto Técnico Cultural Diocesano. Posteriormente inició su formación sacerdotal; primero en Seminario Mayor de Cartagena, san Carlos Borromeo, por la Diócesis de Magangué (1988-1990), donde hizo cursos filosóficos y luego pidió ingreso a la Congregación de Jesús y María, Padres Eudistas. Vivió la etapa teológica de la formación en el seminario Valmaría de los Padres Eudistas en Bogotá (1991-1994). Y en la Pontificia Universidad Javeriana cursó los estudios teológicos.

### Diaconado
En el año 1995 es ordenado diácono.

### Sacerdocio
Ejerció su ministerio sacerdotal incorporado en la Congregación de Jesús y María, Durante sus 26 años de vida sacerdotal ha ejercicio su ministerio fundamentalmente como formador de sacerdotes en seminarios mayores de América Latina. Desempeñándose en diferentes cargos pastorales (1995-2021) de:
- Miembro del equipo de formación del Seminario Mayor Cristo Sacerdote de la Diócesis de Ambato Ecuador (1994-1999)
- Rector del Pre-filosofado de Yamasá en República Dominicana (1999-2001)
- Rector del Seminario de Filosofía de la Arquidiócesis de Fortaleza Brasil (2001-2007)
- Estudió Sagrada Escritura en el Instituto Bíblico de Roma (2007-2011)
- Rector del Seminario Mayor Nuestra Señora de Suyapa Honduras
- Superior Provincial de la Provincia Eudista de Colombia (2012-2021)

## Episcopado

### Obispo de Santa Marta
El  19 de noviembre de 2021, el papa Francisco lo nombró como nuevo obispo de la diócesis de Santa Marta, en sucesión de Luis Adriano Piedrahíta Sandoval que fue destinado para ser el obispo de Santa Marta.
Recibió la ordenación episcopal el 25 de enero, a manos de su principal ordenante: el entonces Arzobispo de Bogotá y presidente de la Conferencia Episcopal de Colombia Luis José Rueda Aparicio; y de sus co-consagrantes: el arzobispo metropolitano de Barranquilla, Pablo Emiro Salas Anteliz y el obispo emérito de Cartagena, Jorge Enrique Jiménez Carvajal. Tomó posesión oficial del cargo, el mismo día, día de la fiesta de la conversión de san Pablo, en una ceremonia celebrada en la Catedral Basílica de Santa Marta.